# Monsieur Hulot
Monsieur Hulot är en komisk filmfigur skapad av fransmannen Jacques Tati. Tati spelade Hulot i sina filmer Semestersabotören (1953), Min onkel (1958), Playtime (1967) och Trafic (1971). Hulot känns igen på sin ljusa överrock, sin hatt, sin pipa och sitt yviga sätt att gå. Hans osjälviska inställning och förströdda personlighet vållar honom ofta problem i en alltmer teknifierad och opersonlig värld.
Hulot-figuren har drag från en inhemsk fransk humortradition och stumfilmstidens amerikanska slapstick. Filmkritikern André Bazin skrev när Semestersabotören kom ut hur han i Hulot såg drag av Max Linder, Mack Sennett, Charlie Chaplin och Buster Keaton. Filmskribenten Brent Maddock har beskrivit Hulots släktskap med den dandy-figur som Linder brukade spela i förmågan att upprepade gånger förlora sin värdighet. Namnet Hulot anspelar på det franska namnet på Chaplins luffarfigur, "Charlot". Hulot delar sin naivitet med luffaren, men saknar dennes förmåga att smidigt ta sig ur svåra situationer. Han står sällan heller i händelsernas centrum. David Bellos har beskrivit Hulot som en invertering av Chaplins luffare.
Sedan 1999 finns en bronsskulptur föreställande Hulot i Saint-Marc-sur-Mer, Saint-Nazaire, där Semestersabotören spelades in. Skulpturen utfördes av Emmanuel Debarre.